# Аарон Мегед
Аарон Мегед (івр. אהרון מגד, 10 серпня 1920, Влоцлавек, Польща – 23 березня 2016, Тель-Авів) — ізраїльський письменник і драматург.

## Джерело
- «Всесвіт» — № 12. — 1995. — С. 22—36. — (Спеціальний ізраїльський випуск).